# 9. duben
9. duben je 99. den roku podle gregoriánského kalendáře (100. v přestupném roce). Do konce roku zbývá 266 dní. Svátek má Dušan.

## Události

### Česko
- 1528 – Na Pražském hradě se poprvé konal obřad „mytí nohou". Na hrad přišlo 13 žebráků, při slavnostní večeři je obsluhovala šlechta, sám král Ferdinand I. Habsburský jim naléval víno a poté každému z nich umyl pravou nohu jako Kristus při Poslední večeři.
- 1865 – František Palacký vysvětlil v časopisu Národ svoji představu nového uspořádání Rakouska tak, aby bylo spravedlivé vůči všem národům. Jeho program vyšel v témže roce knižně pod názvem Idea státu rakouského.
- 1960 – Národní shromáždění schválilo novou územní organizaci státu, který rozdělilo do deseti krajů, z nichž sedm bylo na území Čech, Moravy a Slezska, tři na území Slovenska.
- 1987 – Československo navštívil Michail Gorbačov. Nejvyššího sovětského představitele vítaly davy občanů naprosto spontánně. Lidé si s jeho návštěvou spojovali naděje na obrodu společnosti po vzoru ruské perestrojky.
- 1996 – Automobilka Tatra na tiskové konferenci v Hotelu Hilton Praha představila veřejnosti nový osobní automobil Tatra 700.
- 2009 – Český prezident Václav Klaus jmenoval stávajícího předsedu Českého statistického úřadu Jana Fischera premiérem a pověřil ho sestavením nové vlády.

### Svět
- 0475 – Byzantský císař Basiliskos napsal encykliku všem biskupům svého císařství, podporující monofyzickou christologickou pozici.
- 1241 – Slezští a malopolští rytíři se utkali s mongolským vojskem v bitvě u Lehnice. V boji zahynul polský kníže Jindřich II. Pobožný.
- 1288 – Mongolští nájezdníci byli rozdrceni vietnamskými vojsky v bitvě na řece Bach Dang.
- 1388 – Spojené síly Staré švýcarské konfederace porazily asi šestnáctkrát silnější habsburská vojska v bitvě u Näfels a definitivně tak zmařily snahy Habsburků o podmanění Švýcarů.
- 1454 – Města Milán a Benátky podepsala v Lodi mírovou smlouvu, která vyrovnávala síly severoitalských měst na téměř 50 let.
- 1609 – Španělsko a Spojené provincie nizozemské podepsaly Dvanáctileté příměří.
- 1667 – V pařížském Louvre se konala první veřejná výstava umění.
- 1865 – Kapitulací vojska Konfederace pod velením generála Lee v bitvě u Appomattoxu byla oficiálně ukončena Americká občanská válka.
- 1917 – První světová válka: byla za zahájena Nivellova ofenzíva.
- 1940 – Druhá světová válka: začala námořní bitva o Narvik.
- 1940 – Druhá světová válka: začala námořní německá invaze do Dánska.
- 1989 – Brutální zásah sovětských vojenských jednotek proti demonstrantům v hlavním městě tehdejší Gruzínské SSR známý jako Tbiliský masakr.

## Narození

### Česko

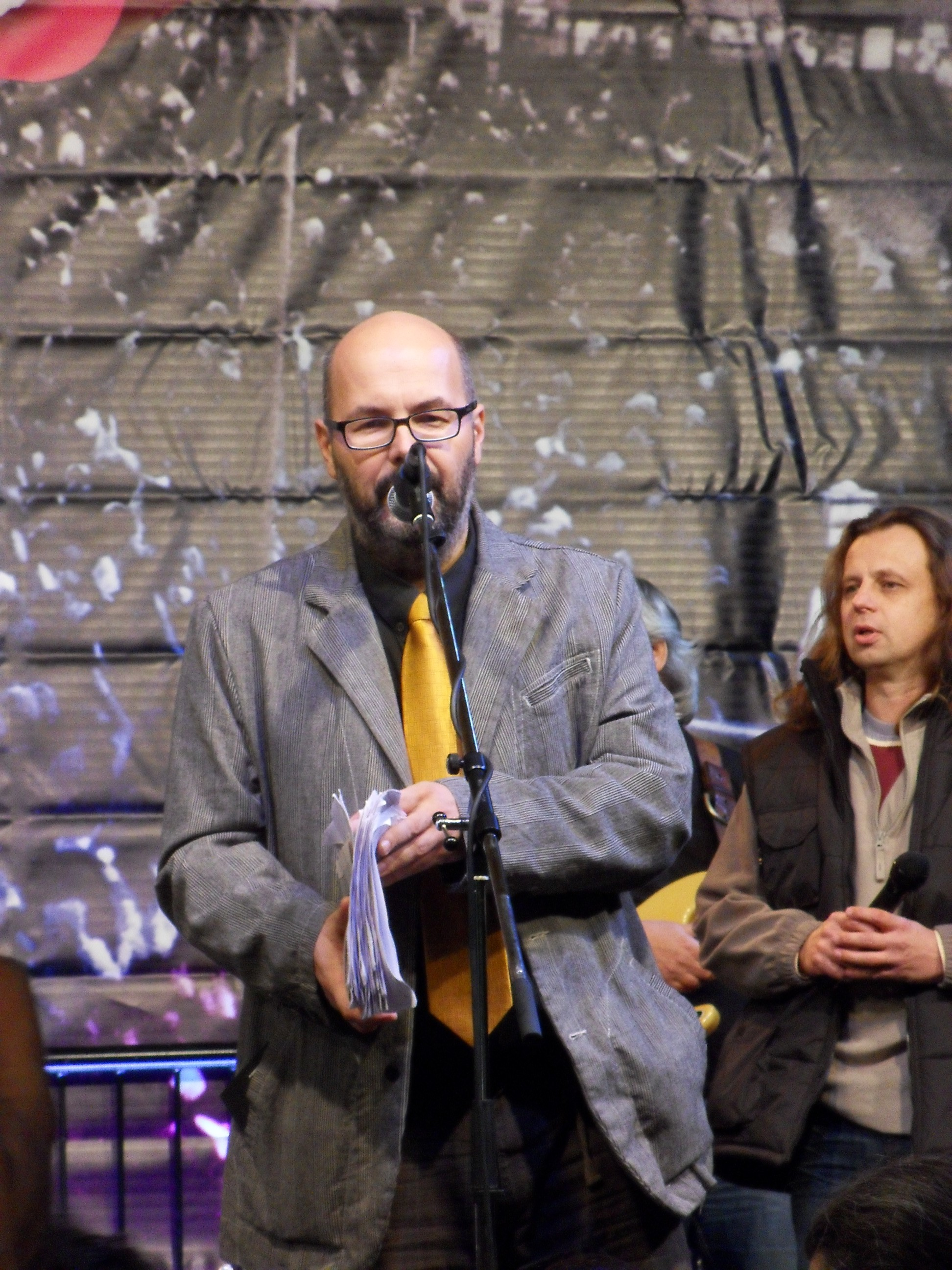
Vladimír Morávek (* 1965)

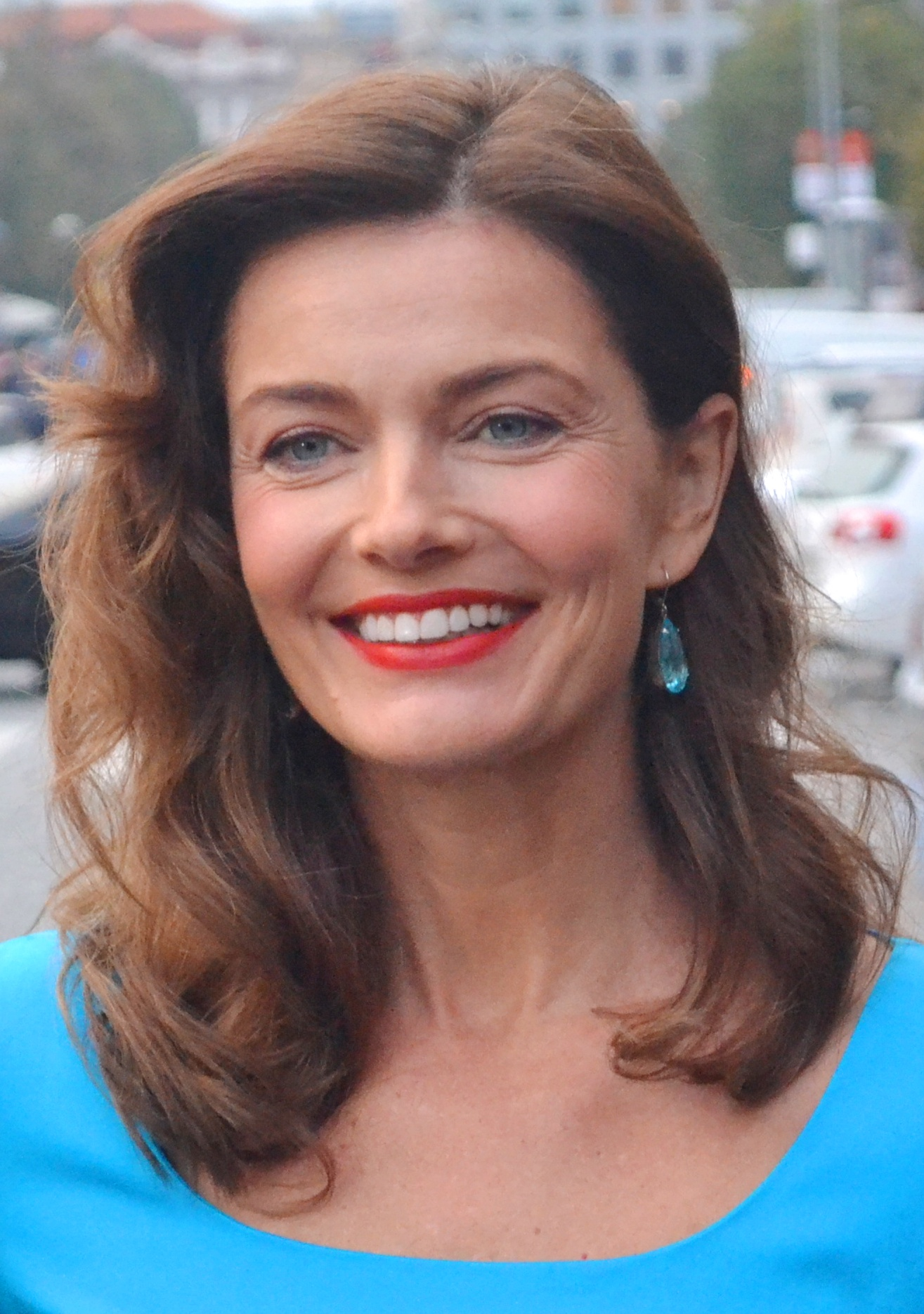
Pavlína Pořízková (* 1965)

- 1586 – Julius Jindřich Sasko-Lauenburský, šlechtic, vévoda, císařský vojevůdce († 20. listopadu 1665)
- 1654 – Samuel Fritz, cestovatel a misionář († 20. března 1725)
- 1754 – Antonín František Bečvařovský, hudební skladatel († 15. května 1823)
- 1817 – Kazimír Tomášek, kněz a národní buditel († 20. dubna 1876)
- 1819 – Václav Treitz, český lékař († 27. srpna 1872)
- 1823 – Franz Siegmund, rakouský a český podnikatel a politik německé národnosti († 11. září 1900)
- 1843 – Vincenc Prasek, slezský pedagog, jazykovědec, spisovatel a novinář († 31. prosince 1912)
- 1847 – Jan Jaromír Hanel, právník a právní historik († 20. října 1910)
- 1854 – Jan Sedlák, světící biskup pražský a spisovatel († 30. září 1930)
- 1858 – Zdenka Braunerová, česká malířka († 23. května 1934)
- 1867 – Hugo Kosterka, český překladatel a vydavatel († 31. května 1956)
- 1876 – Arnold Bobok, československý politik slovenské národnosti († 31. října 1924)
- 1877 – Josef Mayer, československý politik německé národnosti († 3. května 1938)
- 1879 – Wenzel Staněk, československý politik německé národnosti († 3. října 1926)
- 1880
  - Filip Dobrovolný, československý politik († 16. září 1930)
  - Jan Letzel, český stavitel a architekt († 26. prosince 1925)
- 1884
  - Milada Gampeová, herečka († 6. května 1956)
  - Otakar Vindyš, lední hokejista († 23. prosince 1949)
- 1891 – Vlasta Burian, herec, zpěvák, divadelní ředitel, sportovec a podnikatel († 31. ledna 1962)
- 1893 – Jiří Sedmík, český legionář, politik a diplomat († 18. prosince 1942)
- 1902
  - František Suchý Brněnský, hobojista a hudební skladatel († 12. července 1977)
  - Bohuslav Ilek, literární vědec a překladatel († 5. ledna 1988)
- 1904 – Eduard Gloz, hudební skladatel († 9. července 1971)
- 1915 – Prokop Málek, lékař, šéfredaktor časopisu Vesmír († 30. září 1992)
- 1921 – Jiří Švengsbír, rytec, grafik a ilustrátor († 3. března 1983)
- 1925 – Vladimír Karbusický, muzikolog, folklorista, sociolog a historik († 23. května 2002)
- 1927 – Jaroslav Foltýn, dirigent, hudební skladatel a pedagog († 16. března 2020)
- 1928 – Richard Fremund, malíř, grafik a scénický výtvarník († 21. května 1969)
- 1930 – Jaroslav Švehlík, herec († 16. března 1973)
- 1937 – Pavel Klener, český lékař a politik
- 1940 – Jaroslav Kraft, paleontolog († 10. ledna 2007)
- 1943 – Jana Hrabětová, česká historička a etnografka
- 1945 – Jiří Novák, horolezec, trenér a publicista
- 1947 – Věra Nosková, spisovatelka, novinářka, propagátorka vědy
- 1948 – Jan Šafránek, malíř
- 1949 – Hynek Žalčík, český hudební producent a textař († 8. února 2005)
- 1951 – Miroslav Nečas, policejní rada & analytik
- 1952 – Jiří Kolář, policista, bývalý prezident Policie ČR
- 1954 – Ilona Uhlíková-Voštová, československá stolní tenistka
- 1955 – Jaroslav Jiran, spisovatel sci-fi a fantasy literatury
- 1965
  - Vladimír Morávek, filmový a divadelní režisér
  - Pavlína Pořízková, první česká topmodelka a herečka
- 1975 – Otto Fischer, matematik a statistik (* 9. dubna 1909)
- 1976 – Jiří Martínek,  historik, geograf, kartograf, vysokoškolský pedagog, fotograf, popularizátor věd

### Svět

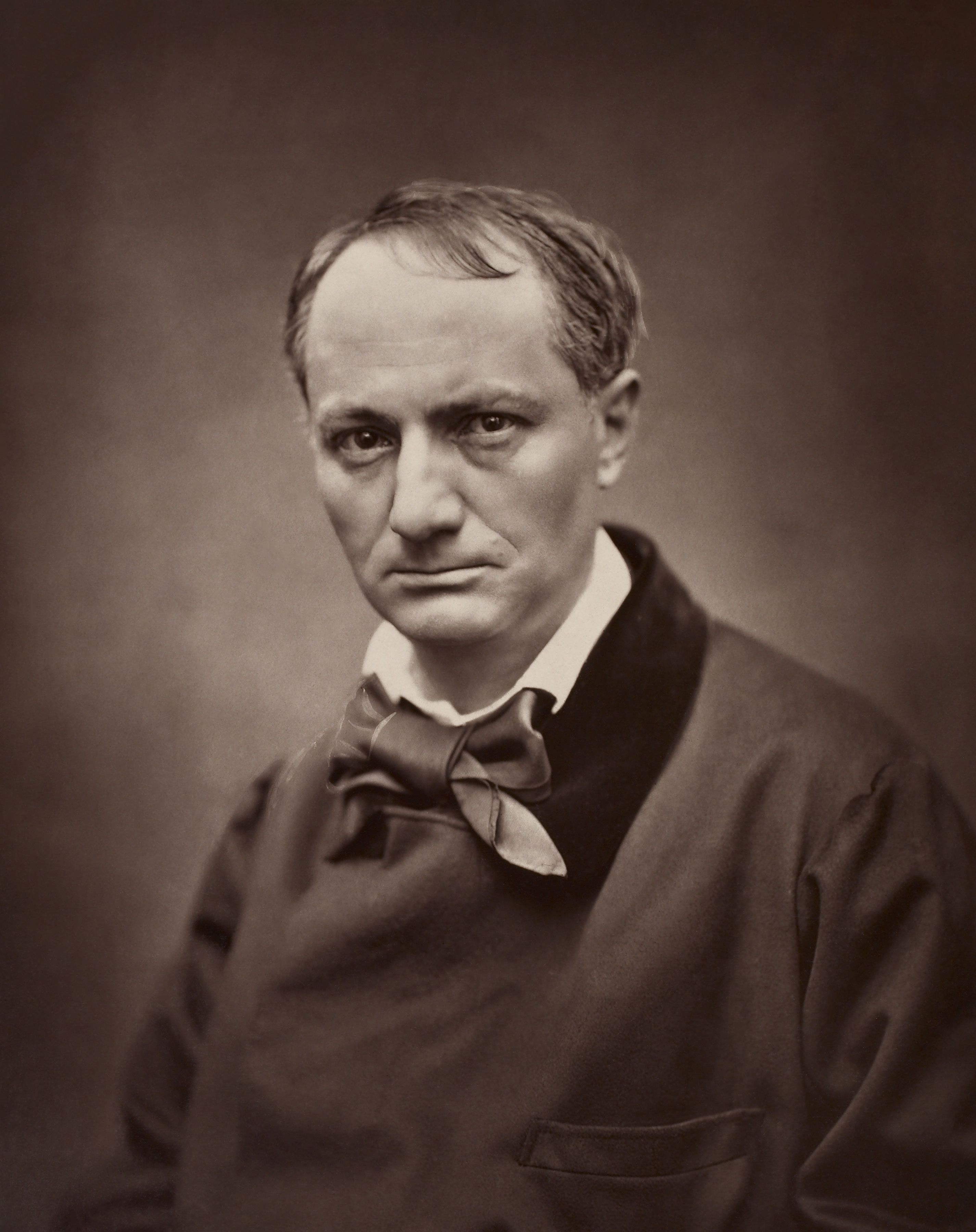
Charles Baudelaire (* 1821)

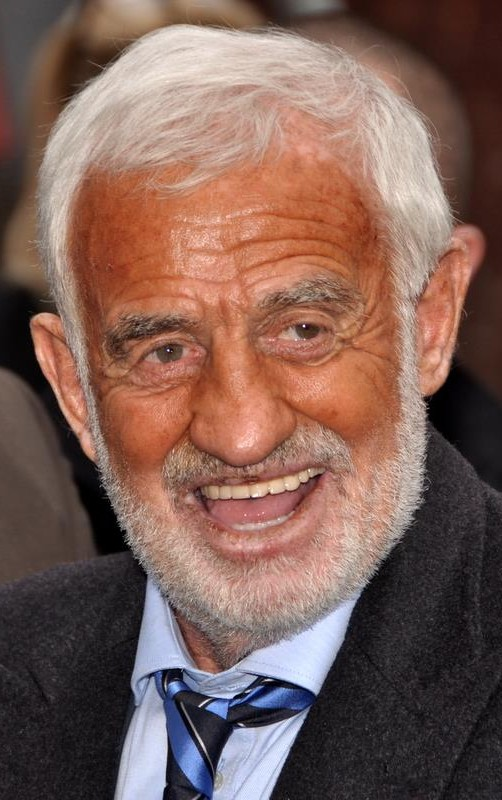
Jean-Paul Belmondo (* 1933)

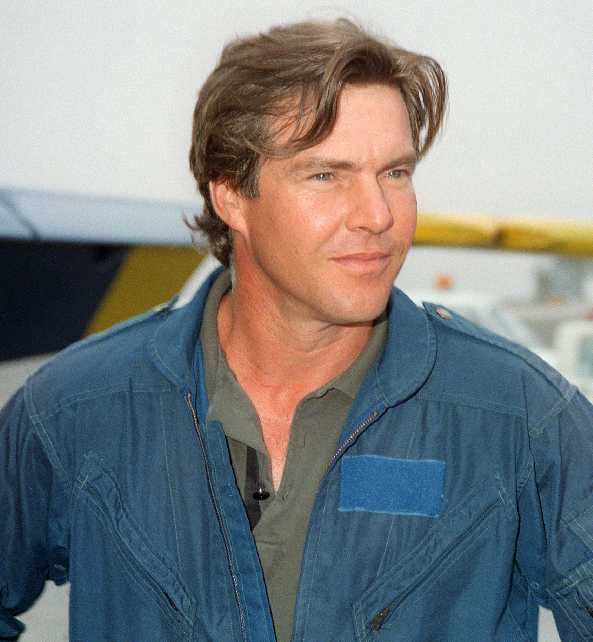
Dennis Quaid (* 1954)

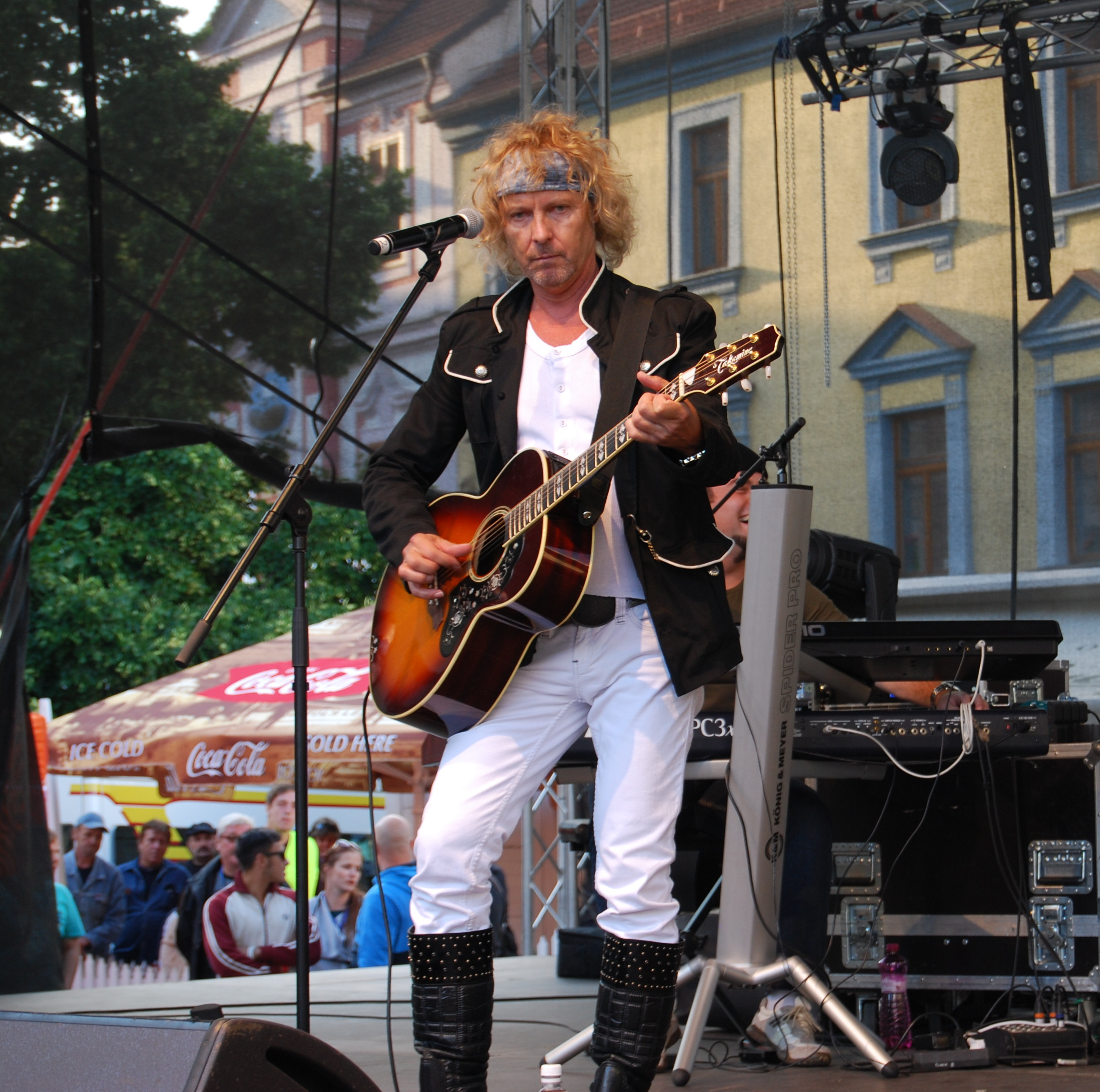
Peter Nagy (* 1959)

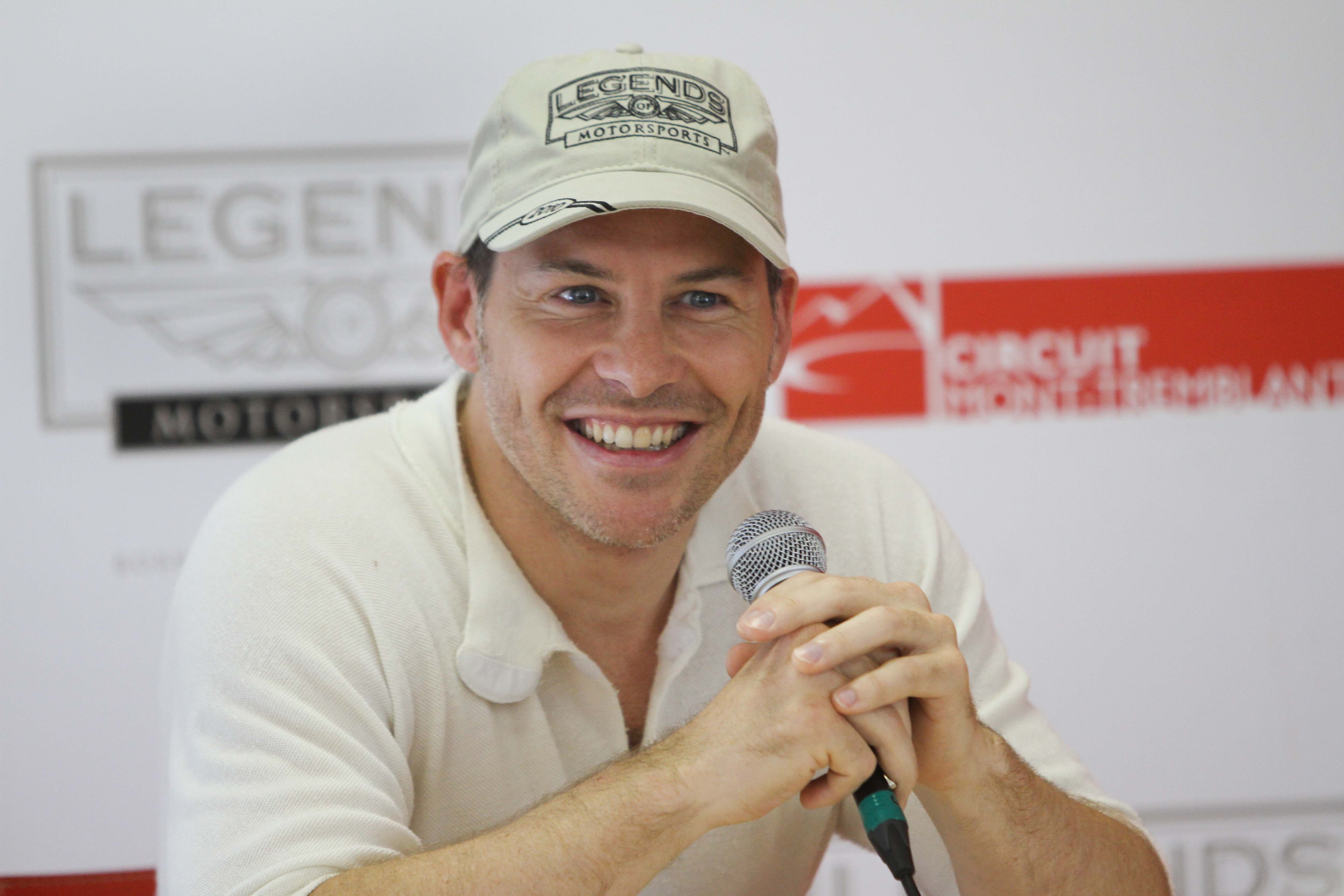
Jacques Villeneuve (* 1971)

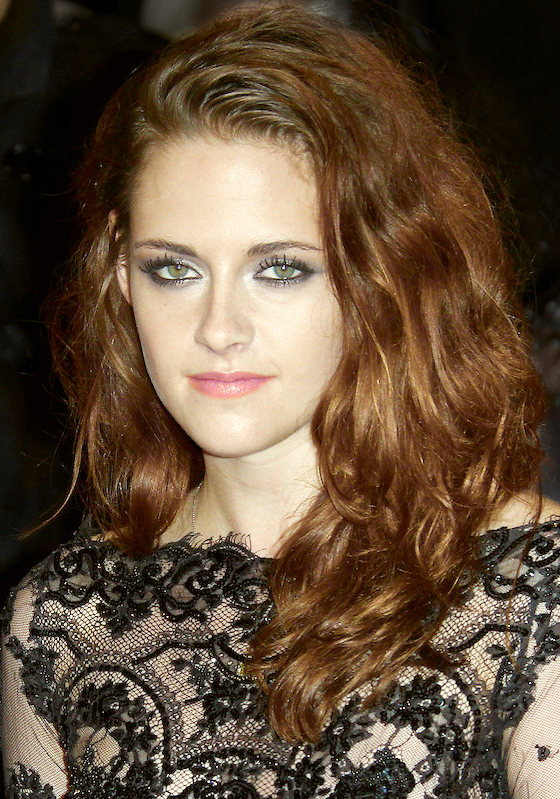
Kristen Stewartová (* 1990)

- 1054 – Judita Marie Švábská, uherská královna a polská kněžna († 14. březen 1105)
- 1127 – Svatý Felix z Valois, francouzský poustevník, kněz, spoluzakladatel řádu trinitářů († 4. listopadu 1212)
- 1285 – Ajurbarwada, čtvrtý císař říše Jüan a sedmý veliký chán mongolské říše († 1. března 1320)
- 1634 – Albertina Agnes Oranžská, místodržitelka Fríska, Drentska a Groningenu († 26. května 1696)
- 1649 – James Scott, vévoda z Monmouthu, nemanželský syn anglického krále Karla II. († 15. července 1685)
- 1652 – Christian Ulrich I., olešnický kníže († 5. dubna 1704)
- 1770 – Thomas Johann Seebeck, německý fyzik († 10. prosince 1831)
- 1778 – Louis de Beaupoil de Sainte-Aulaire, francouzský politik († 13. listopadu 1854)
- 1784 – Rafael del Riego, španělský generál a politik († 7. listopadu 1823)
- 1791 – George Peacock, anglický matematik († 8. listopadu 1858)
- 1802 – Elias Lönnrot, finský spisovatel († 19. března1884)
- 1806 – Isambard Kingdom Brunel, britský konstruktér († 15. září 1859)
- 1819 – Annibale de Gasparis, italský astronom († 21. března 1892)
- 1821 – Charles Pierre Baudelaire, francouzský básník († 31. srpna 1867)
- 1830 – Eadweard Muybridge, anglický fotograf a vynálezce († 8. května 1904)
- 1835 – Leopold II. Belgický, belgický král († 17. prosince 1909)
- 1848
  - Pierre Daniel Chantepie de la Saussaye, nizozemský religionista († 20. dubna 1920)
  - Ezechiel Moreno Díaz, biskup a světec († 19. srpna 1906)
- 1853 – Gaston Bonnier, francouzský botanik († 30. prosince 1922)
- 1865
  - Charles Proteus Steinmetz, německo-americký matematik a elektroinženýr († 26. října 1923)
  - Erich Ludendorff, pruský a německý generál a politik († 20. prosince 1937)
- 1855 – Pavlos Kunduriotis, řecký admirál († 22. srpna 1935)
- 1869 – Élie Cartan, francouzský matematik († 6. května 1951)
- 1872 – Léon Blum, premiér Francie († 30. března 1950)
- 1875 – Jacques Futrelle, americký spisovatel detektivek († 15. dubna 1912)
- 1882
  - Fridrich František IV. Meklenburský, meklenbursko-zvěřínský velkovévoda († 17. listopadu 1945)
  - Bohuslav Klimo, slovenský básník a politik († 11. května 1952)
- 1883 – Ivan Iljin, ruský filozof, náboženský myslitel a publicista († 21. prosince 1954)
- 1898 – Paul Robeson, americký herec, sportovec, zpěvák a spisovatel († 23. ledna 1976)
- 1900 – Hendrik Kloosterman, nizozemský matematik († 6. května 1968)
- 1905 – James William Fulbright, americký právník a politik († 9. února 1995)
- 1906
  - Natalia Tułasiewicz, polská mučednice, blahoslavená († 31. března 1945)
  - Victor Vasarely, maďarsko-francouzský malíř († 15. března 1997)
- 1912 – Lev Kopelev, sovětský spisovatel († 18. června 1997)
- 1917 – Brad Dexter, americký herec († 12. prosince 2002)
- 1918 – Jørn Utzon, dánský architekt († 29. listopadu 2008)
- 1920 – Olga Perovská, ruská autorka dětských knih († 18. září 1961)
- 1921
  - Ivan Čajda, slovenský spisovatel († 20. dubna 2000)
  - Jicchak Navon, izraelský prezident († 6. listopadu 2015)
- 1922 – Michael Palliser, britský diplomat († 19. června 2012)
- 1923 – Albert Decourtray, francouzský kardinál († 16. září 1994)
- 1926 – Hugh Hefner, zakladatel a vydavatel časopisu Playboy († 27. září 2017)
- 1928 – Monty Sunshine, anglický klarinetista († 30. listopadu 2010)
- 1932
  - Ladislav Kováč, slovenský vysokoškolský pedagog, biolog a politik
  - Carl Perkins, průkopník hudebního stylu rockabilly († 19. ledna 1998)
- 1933
  - Jean-Paul Belmondo, francouzský divadelní a filmový herec († 6. září 2021)
  - René Burri, švýcarský fotograf († 20. října 2014)
- 1935 – Aulis Sallinen, finský skladatel
- 1936 – Valerie Solanas, americká spisovatelka († 25. dubna 1988)
- 1938 – Viktor Černomyrdin, ruský premiér († 3. listopadu 2010)
- 1945 – Steve Gadd, americký bubeník
- 1948 – Michel Godet, francouzský prognostik a futurolog
- 1950
  - Kenneth Dale Cockrell, americký kosmonaut
  - Ivan Romančík, slovenský herec
- 1952 – Jerzy Szmajdziński, polský politik († 10. dubna 2010)
- 1953 – Dominique Perrault, francouzský architekt
- 1954 – Dennis Quaid, americký herec, scenárista, režisér, producent a hudebník
- 1956
  - Márton Esterházy, maďarský fotbalista
  - Andrés Aldama, kubánský boxer, olympijský vítěz
- 1957 – Seve Ballesteros, španělský golfista († 7. května 2011)
- 1959
  - Gustáv Murín, slovenský přírodovědec, biolog, spisovatel
  - Peter Nagy, slovenský zpěvák, skladatel, textař, producent a fotograf
- 1961 – Chris Abrahams, novozélandský klavírista
- 1971 – Jacques Villeneuve, kanadský automobilový závodník
- 1977 – Gerard Way, americký zpěvák (My Chemical Romance)
- 1985 – Tim Bendzko, německý zpěvák
- 1987 – Jesse McCartney, americký zpěvák a herec
- 1990 – Kristen Stewartová, americká herečka
- 1991 – Liam Williams, velšský ragbista
- 1994 – Rosamaria Montibellerová, brazilská volejbalistka
- 1998 – Elle Fanningová, americká herečka
- 1999 – Lil Nas X, americký rapper a zpěvák

## Úmrtí

### Česko

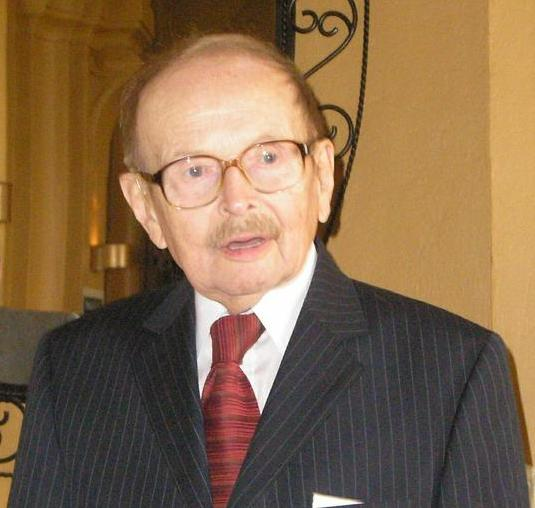
Josef Hendrich († 2012)

- 0994 – Mlada, dcera českého krále Boleslava I. (* kolem 935)
- 1727 – Vít Václav Kaňka, český stavitel (* 7. června 1650)
- 1883 – Magdalena Hynková, česká herečka (* 8. března 1815)
- 1907 – Josef Šimon, kněz a čestný kanovník Katedrální kapituly u sv. Štěpána v Litoměřicích (* 17. prosince 1830)
- 1936 – Berta Foersterová, operní pěvkyně (* 11. ledna 1869)
- 1949 – Ladislav Hemmer, český herec (* 16. června 1904)
- 1950 – Josef Pietschmann, kněz a varhaník litoměřické katedrály (* 16. července 1906)
- 1952 – František Geršl, československý politik (* 1. února 1877)
- 1953 – Vincenc Lesný, indolog, překladatel a spisovatel, jeden z prvních členů ČSAV (* 3. dubna 1882)
- 1967
  - Radim Kettner, český geolog a báňský odborník (* 5. května 1891)
  - Josef Adam, poslanec Českého zemského sněmu a meziválečný poslanec (* 9. prosince 1874)
- 1969 – Evžen Plocek, dělník, který se upálil na protest proti okupaci Československa (* 29. října 1929)
- 1973 – Josef Pavel, ministr vnitra Československé socialistické republiky (* 18. září 1908)
- 1986 – Karel VI. Schwarzenberg, kníže, spisovatel, heraldik (* 5. července 1911)
- 1988 – Josef Hubáček, mistr světa v letecké akrobacii (* 17. října 1909)
- 1992 – Prokop Málek, lékař, šéfredaktor časopisu Vesmír (* 9. dubna 1915)
- 2007 – Egon Bondy, básník a filozof (* 20. ledna 1930)
- 2009 – Arnošt Pátek, zpěvák (* 5. března 1955)
- 2012 – Josef Hendrich, filolog (* 1. května 1920)
- 2017 – Jiří Ornest, herec, režisér a překladatel, manžel herečky Daniely Kolářové (* 27. září 1946)
- 2020 – Zdeněk Jičínský, právník a politik (* 26. února 1929)

### Svět

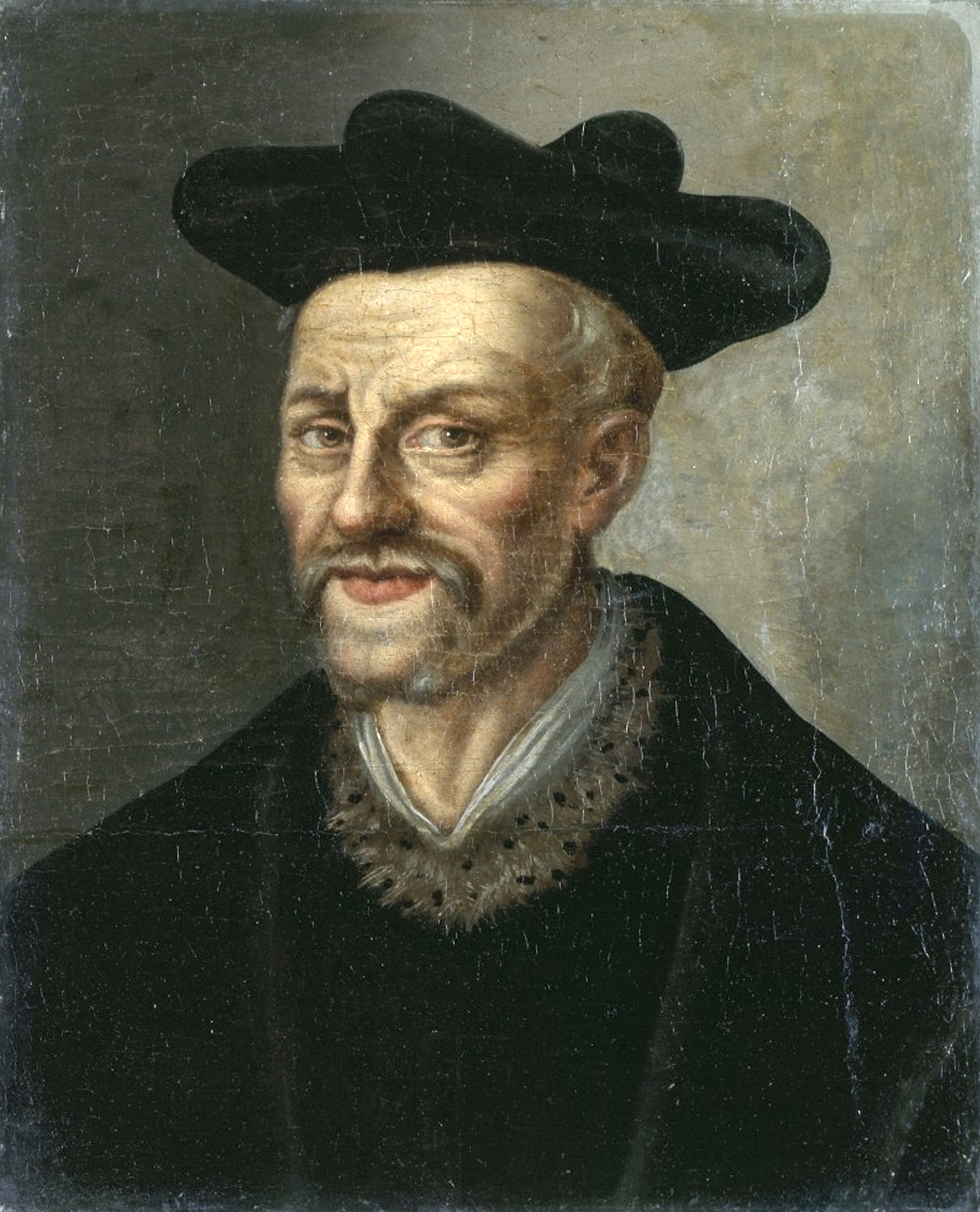
François Rabelais († 1553)

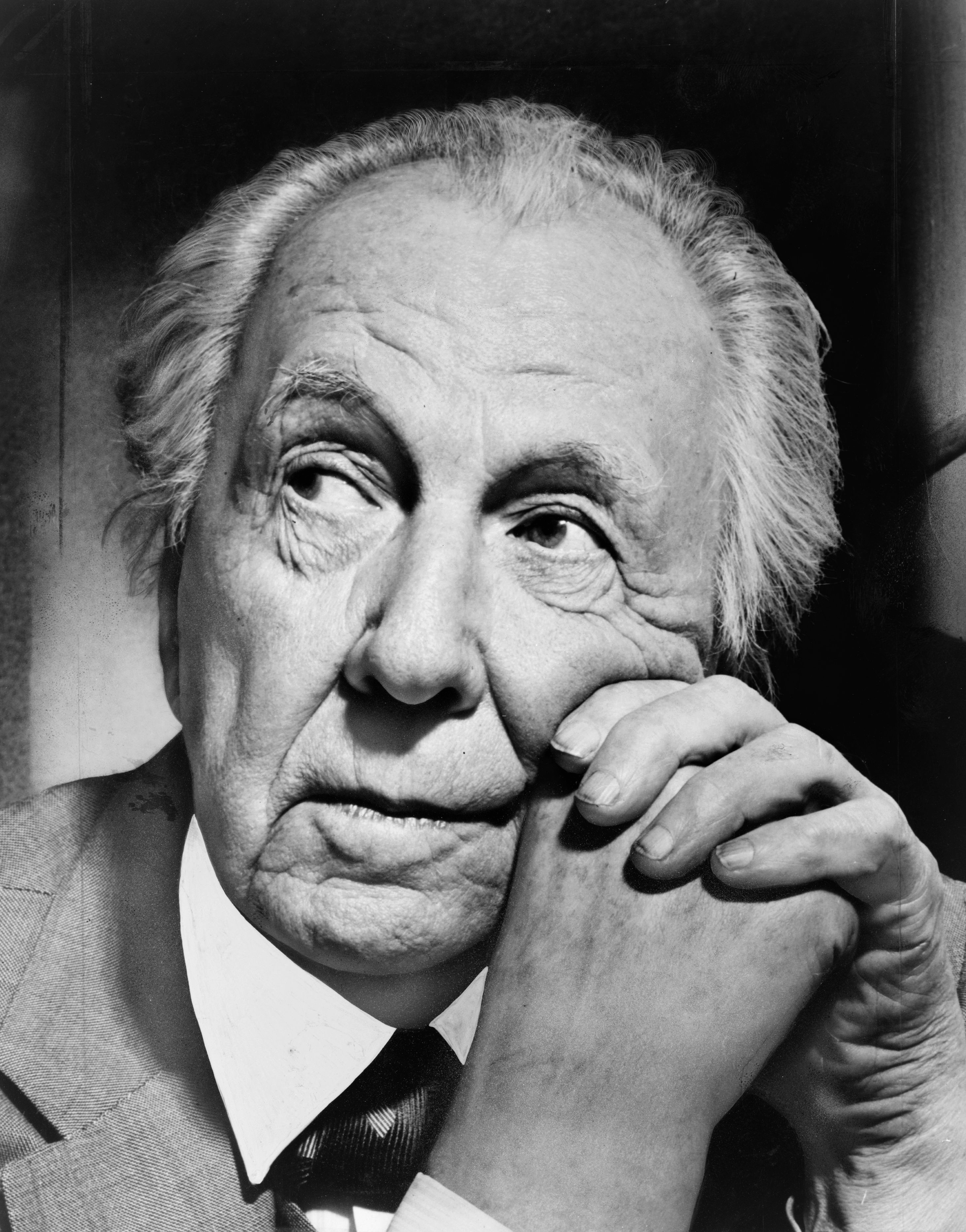
Frank Lloyd Wright († 1959)

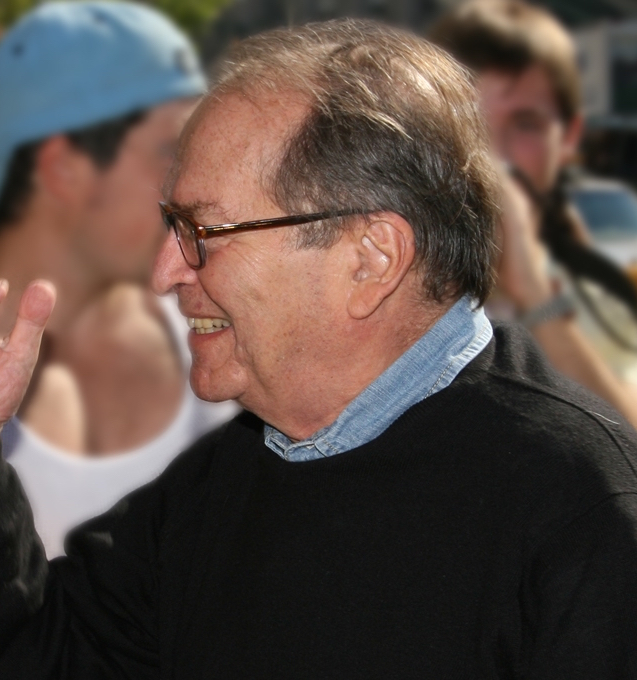
Sidney Lumet († 2011)

- 1137 – Vilém X. Akvitánský, otec francouzské a později anglické královny Eleonory Akvitánské (* 1099)
- 1283 – Markéta Skotská, skotská princezna a manželka norského krále Erika II. (* 28. února 1261)
- 1347 – William Ockham, anglický františkánský mnich, teolog, logik, filosof a politický myslitel (* snad 1287)
- 1483 – Eduard IV., anglický král (* 28. dubna 1442)
- 1553 – François Rabelais, francouzský spisovatel, právník, lékař, botanik a stavitel (* 1494 nebo 1483)
- 1557 – Mikael Agricola, finský literát a pedagog, tvůrce spisovného finského jazyka (* 1510)
- 1607 – Eleonora Pruská, pruská princezna, braniborská kurfiřtka (* 21. srpna 1583)
- 1626 – Sir Francis Bacon, anglický filosof, vědec a státník (22. ledna 1561)
- 1765 – Marie Luisa Hesensko-Kasselská, lankraběnka Hesensko-Kasselská a princezna oranžská (* 7. února 1688)
- 1777 – Maxim Sozontovič Berezovskij, ruský hudební skladatel ukrajinského původu (* 27. října 1745)
- 1804 – Jacques Necker, francouzský státník a bankéř (* 30. září 1732)
- 1806 – Vilém V. Oranžský, nizozemský místodržící (* 8. března 1748)
- 1881 – Max Löwenstamm, německý pedagog a skladatel (* 25. října 1814)
- 1882 – Dante Gabriel Rossetti, anglický malíř a básník (* 12. května 1828)
- 1889 – Michel Eugène Chevreul, francouzský chemik a fyzik (* 31. srpna 1786)
- 1904 – Isabela II. Španělská, španělská královna (* 10. října 1830)
- 1909 – André Laurie, francouzský spisovatel (* 7. dubna 1844)
- 1919 – Emil Schallopp, německý šachový mistr (* 1. srpna 1843)
- 1924 – Dušan Porubský, slovenský novinář (* 2. června 1876)
- 1927 – Georg Ossian Sars, norský mořský biolog (* 20. dubna 1837)
- 1930 – Heinrich von Wittek, předlitavský politik (* 29. ledna 1844)
- 1934 – Safvet-beg Bašagić, bosenský básník, novinář a historik (* 6. května 1870)
- 1936 – Ferdinand Tönnies, německý sociolog, filosof a ekonom (* 26. července 1855)
- 1940 – Jean Verdier, kardinál, arcibiskup pařížský (* 19. února 1864)
- 1944 – Celestýna Faron, polská katolická řeholnice, mučednice, blahoslavená (* 24. dubna 1913)
- 1945
  - Theodor Haecker, německý katolický spisovatel (* 4. června 1879)
  - Georg Elser, Němec, nezdařilý atentátník na Adolfa Hitlera (* 4. ledna 1903)
  - Wilhelm Canaris, německý admirál, vedoucí Abwehru, vojenské zpravodajské služby (* 1. ledna 1887)
  - Dietrich Bonhoeffer, německý teolog, filosof a bojovník proti nacismu (* 4. února 1906)
- 1951 – Vilhelm Bjerknes, norský fyzik a meteorolog (* 14. března 1862)
- 1953 – Stanisław Wojciechowski, prezident Polska (* 15. března 1869)
- 1959 – Frank Lloyd Wright, americký architekt (* 1867)
- 1961 – Ahmet Zogu, albánský předseda vlády a prezident (* 8. října 1895)Princ Philip, vévoda z Edinburghu († 2021)
- 1968

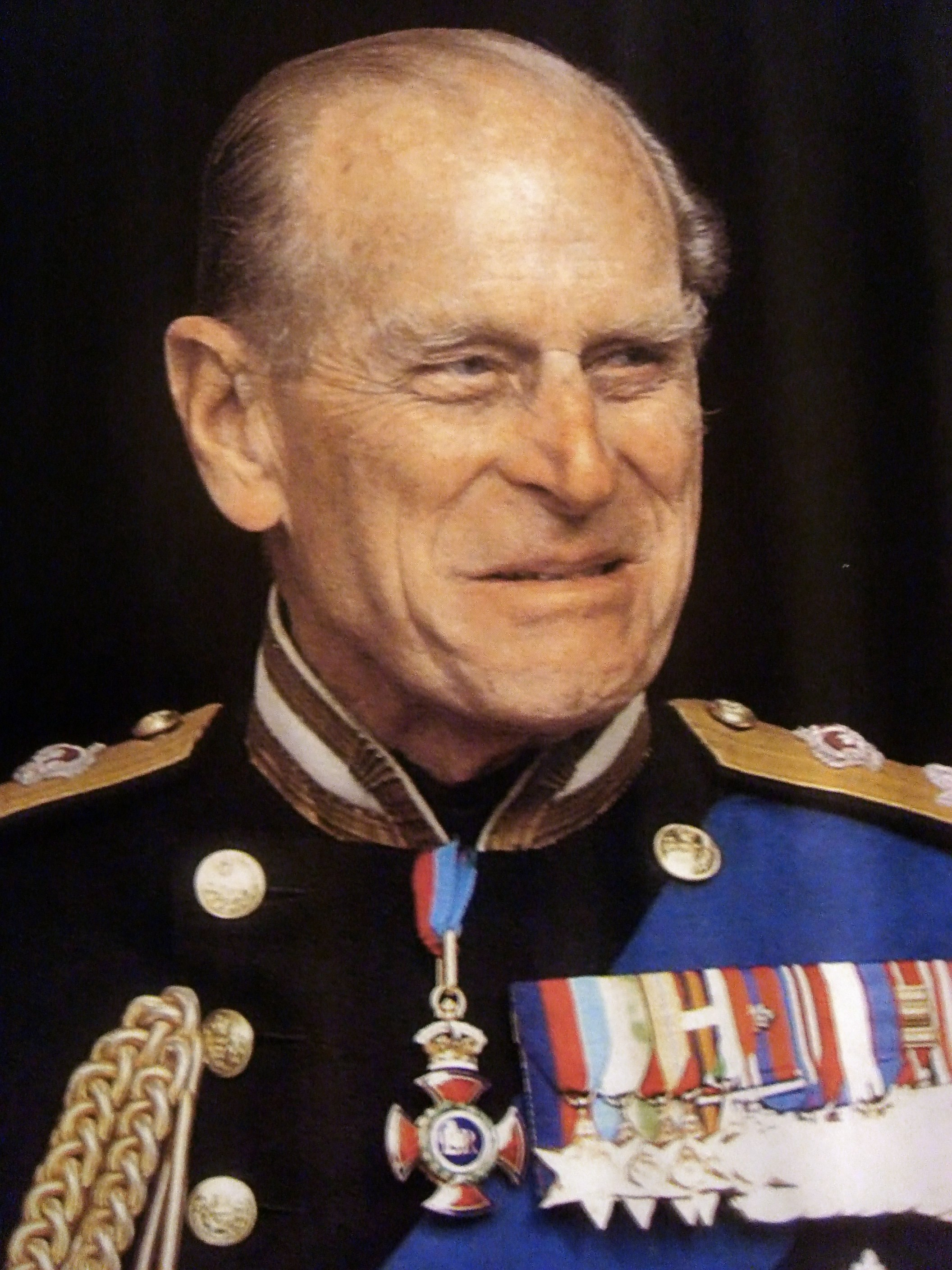
Princ Philip, vévoda z Edinburghu († 2021)

  - Sigfried Giedion, švýcarský historik architektury (* 14. dubna 1888)
  - Zofia Kossak-Szczucka, polská katolická spisovatelka, novinářka a odbojářka (* 10. srpna 1889)
- 1970 – István Kozma, maďarský zápasník, dvojnásobný olympijský šampión (* 27. listopadu 1939)
- 1976 – Phil Ochs, americký folkový písničkář (* 19. prosince 1940)
- 1986 – Heinz Conrads, rakouský herec a interpret (* 21. prosince 1913)
- 1991 – Forrest Towns, americký sprinter (* 6. února 1914)
- 1995 – Edward L. Bernays, americký zakladatel moderních public relations (* 22. listopadu 1891)
- 1997 – Mae Boren Axton, americká hudební skladatelka (* 14. září 1914)
- 2006 – Natalia Troická, ruská operní pěvkyně (* 18. května 1951)
- 2007 – Harry Rasky, kanadský režisér (* 9. května 1928)
- 2008 – Burt Glinn, americký fotograf (* 23. července 1925)
- 2011
  - Sidney Lumet, americký herec a režisér (* 25. červen 1924)
  - Zdeněk Šmíd, spisovatel (* 17. května 1937)
- 2012
  - José Guardiola, španělský zpěvák (* 22. října 1930)
  - Boris Dmitrijevič Parygin, ruský psycholog a filozof (* 19. června 1930)
- 2013 – Paolo Soleri, italský architekt (* 21. června 1919)
- 2014 – Svetlana Velmar-Janković, srbská spisovatelka a novinářka (* 1. února 1933)
- 2015 – Nina Companeezová, francouzská scenáristka a režisérka (* 26. srpna 1937)
- 2021
  - DMX, americký rapper (* 18. prosince 1970)
  - Princ Philip, vévoda z Edinburghu, manžel britské královny Alžběty II. (* 10. června 1921)
  - Ramsey Clark, americký právník a politik (* 18. prosince 1927)
- 2023 – Karl Berger, německý jazzový vibrafonista a klavírista (* 30. března 1935)
- 2024 – Vladimir Aksjonov, sovětský kosmonaut (* 1. února 1935)

## Svátky

### Česko
- Dušan, Dušana
- Marie

### Svět
- Norsko: Rannveig a Rønnaug
- Slovensko: Milena
- Švédsko: Otto, Ottilia
- Bolívie: Národní den
- Litva: Den nezávislosti
- Tunisko: Den mučedníků
- Velká Británie: Churchillův den
- Filipíny: Bataan Day
- Dánsko: Výročí německé invaze do Dánska
- Irák: Den osvobození Bagdádu

### Liturgický kalendář
- Sv. Marie Kleofášova

| 9. duben v pražském KlementinuÚdaje jsou platné k 11. 3. 2025. | 9. duben v pražském KlementinuÚdaje jsou platné k 11. 3. 2025. | 9. duben v pražském KlementinuÚdaje jsou platné k 11. 3. 2025. |
| minimum                                                        | denní průměr                                                   | maximum                                                        |
| -------------------------------------------------------------- | -------------------------------------------------------------- | -------------------------------------------------------------- |
| −5,0 °C (1842)                                                 | 8,4 °C (od 1961)                                               | 26,9 °C (2024)                                                 |